# Rai TV+
Rai TV+ è un servizio streaming HbbTV gestito dalla Rai e veicolato in tutti i canali dell'azienda di stato.

## Descrizione
Il portale, sviluppato inizialmente da RaiNet e poi direttamente dalla Rai, nasce con l'intenzione di creare un'interattività tra l'utente e il programma televisivo, utilizzando prima lo standard MHP (deprecato e non più utilizzato) e successivamente il più moderno HbbTV 2.0.1.
Nel portale sono visibili, in streaming o tramite digitale terrestre, tutti i canali Rai e, esclusivamente tramite internet, a partire dal 2 giugno 2023 in diretta i TGR di tutte le regioni oltre a un replay delle ultime edizioni dei TG (TG1, TG2, TG3 e TGR).

## Canali

### Televisivi

#### Visibili tramite digitale terrestre e Tivùsat
| Logo                  | Nome                           | LCN                      | LCN       |
| Logo                  | Nome                           | DTT                      | Tivùsat   |
| --------------------- | ------------------------------ | ------------------------ | --------- |
|                       | Rai 1 HD                       | 1, 501                   | 1         |
|                       | Rai 2 HD                       | 2, 502                   | 2         |
|                       | Rai 3 TGR (nome della regione) | 3, 801 -823              | 301 - 323 |
| Rai 3 HD              | 503                            | 3                        |           |
|                       | Rai 4                          | 21                       |           |
|                       | Rai 4 HD                       | 21, 521 (cartello HbbTV) | 10        |
|                       | Rai 5                          | 23                       |           |
|                       | Rai 5 HD                       | 523 (cartello HbbTV)     | 13        |
|                       | Rai Movie HD                   | 24, 524 (cartello HbbTV) | 14        |
|                       | Rai Premium                    | 25                       |           |
|                       | Rai Premium HD                 | 25, 525 (cartello HbbTV) | 15        |
|                       | Rai Storia HD                  | 54, 554 (cartello HbbTV) | 23        |
|                       | Rai Gulp                       | 42                       |           |
|                       | Rai Gulp HD                    | 542 (cartello HbbTV)     | 42        |
|                       | Rai Yoyo                       | 43                       |           |
|                       | Rai Yoyo HD                    | 543 (cartello HbbTV)     | 43        |
|                       | Rai News 24                    | 48, 548                  |           |
| Rai News 24 HD        | 48                             | 24                       |           |
|                       | Rai Scuola HD                  | 57, 146 (cartello HbbTV) | 26        |
|                       | Rai Sport HD                   | 58, 558 (cartello HbbTV) | 21        |
|                       | Rai 4K                         | 101 (cartello HbbTV)     | 210       |
|                       | Rai Radio 2 Visual             |                          | 202       |
| Rai Radio 2 Visual HD | 202                            |                          |           |
|                       | Senato                         |                          | 89        |
|                       | Camera dei Deputati            | 90                       |           |

#### Versioni regionali di Rai 3
Sul digitale terrestre sono presenti tre versioni regionali e locali di Rai 3 in base alla propria area tecnica di distribuzione, mentre su Tivùsat sono presenti tutte le versioni:
| Logo                        | Nome                                  | LCN    | LCN     |
| Logo                        | Nome                                  | DTT    | Tivùsat |
| --------------------------- | ------------------------------------- | ------ | ------- |
|                             | Rai 3 TGR Abruzzo                     | 3, 816 | 316     |
| Rai 3 TGR Abruzzo HD        |                                       | 3, 816 |         |
|                             | Rai 3 TGR Alto Adige                  | 3, 806 | 306     |
|                             | Rai 3 TGR Basilicata                  | 3, 820 | 320     |
|                             | Rai 3 TGR Calabria                    | 3, 821 | 321     |
|                             | Rai 3 TGR Campania                    | 3, 818 | 318     |
|                             | Rai 3 TGR Emilia-Romagna              | 3, 811 | 311     |
| Rai 3 TGR Emilia-Romagna HD |                                       | 3, 811 |         |
|                             | Rai 3 TGR FVG                         | 3, 809 | 309     |
|                             | Rai 3 Bis (in lingua slovena)         | 3, 810 | 310     |
|                             | Rai 3 TGR Lazio                       | 3, 815 | 315     |
| Rai 3 TGR Lazio HD          |                                       | 3, 815 |         |
|                             | Rai 3 TGR Liguria                     | 3, 803 | 303     |
|                             | Rai 3 TGR Lombardia                   | 3, 804 | 304     |
| Rai 3 TGR Lombardia HD      |                                       | 3, 804 |         |
|                             | Rai 3 TGR Marche                      | 3, 813 | 313     |
|                             | Rai 3 TGR Molise                      | 3, 817 | 317     |
|                             | Rai 3 TGR Piemonte                    |        | 302     |
| Rai 3 TGR Piemonte HD       | 3, 802                                |        |         |
|                             | Rai 3 TGR Puglia                      | 3, 819 | 319     |
|                             | Rai 3 TGR Sardegna                    | 3, 822 | 322     |
|                             | Rai 3 TGR Sicilia                     | 3, 823 | 323     |
|                             | Rai 3 TGR Toscana                     | 3, 812 | 312     |
|                             | Rai 3 Südtirol HD (in lingua tedesca) | 3, 808 | 308     |
|                             | Rai 3 TGR Trentino                    |        | 307     |
| Rai 3 TGR Trentino HD       | 3, 807                                |        |         |
|                             | Rai 3 TGR Umbria                      | 3, 814 | 314     |
|                             | Rai 3 TGR Valle D'Aosta               | 3, 801 | 301     |
|                             | Rai 3 TGR Veneto                      |        | 305     |
| Rai 3 TGR Veneto HD         | 3, 805                                |        |         |

### Radiofonici
Oltre ai classici canali TV sono presenti anche i seguenti canali radio:
| Logo | Nome                                   | LCN | LCN     |
| Logo | Nome                                   | DTT | Tivùsat |
| ---- | -------------------------------------- | --- | ------- |
|      | Rai Radio 1                            | 701 | 601     |
|      | Rai Radio 2                            | 702 | 602     |
|      | Rai Radio 3                            | 703 | 603     |
|      | Rai GrParlamento                       | 704 | 605     |
|      | Rai Isoradio                           | 705 | 604     |
|      | Rai Radio 3 Classica                   | 706 | 607     |
|      | Rai Radio Kids                         | 707 | 639     |
|      | Rai Radio Live Napoli                  | 708 | 640     |
|      | Rai Radio Techete'                     | 709 | 638     |
|      | Rai Radio Tutta Italiana               | 710 | 637     |
|      | Rai Radio 1 Sport                      | 711 | 606     |
|      | No Name Radio                          | 712 | 636     |
|      | Rai Radio Südtirol                     | Si  | 619     |
|      | Rai Radio Trst A                       | Si  | 642     |
|      | Rai Radio 1 L'Ora della Venezia Giulia |     | 641     |